# Felipe López
Luis Felipe López (ur. 19 grudnia 1974 w Santo Domingo) – dominikański koszykarz, grający na pozycji rzucającego obrońcy, reprezentant kraju.

## Osiągnięcia
Na podstawie, o ile nie zaznaczono inaczej.
Szkoła średnia
- Najlepszy koszykarz:
  - amerykańskich szkół średnich:
    - Mr Basketball (1994)
    - według:
      - USA Today (1994)
      - Gatorade (1994)
      - Parade (1994)

  - szkół średnich stanu Nowy Jork (1994 – New York Mr. Basketball)
- MVP meczu gwiazd McDonald's All-American (1994)
- Uczestnik meczu gwiazd McDonald's All-American (1994)
- Zaliczony do:
  - I składu:
    - Parade All-American (1993, 1994)
    - USA Today All-USA (1994)

  - II składu Parade All-American (1992)

NCAA
- Uczestnik turnieju NCAA (1998)
- Laureat Haggerty Award (1998)[3]
- Zaliczony do:
  - I składu:
    - Big East (1998)
    - debiutantów Big East (1995)

  - III składu Big East (1995, 1997)

Reprezentacja
- Wicemistrz Ameryki Środkowej (1995)
- Uczestnik mistrzostw Ameryki (1993 – 9. miejsce, 1995 – 7. miejsce, 1999 – 7. miejsce, 2005 – 6. miejsce)